# Águila bicéfala

Águila bicéfala.

Representación actual del emblema heráldico de Carlos I de España y V de Alemania.

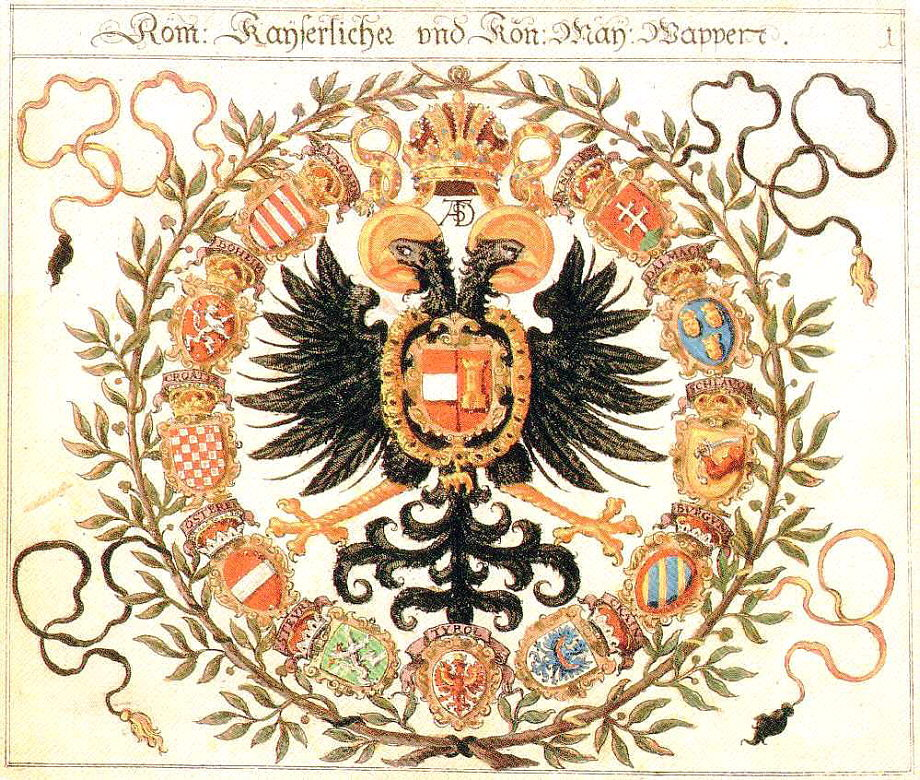
Representación coetánea del escudo imperial de Carlos I de España y V de Alemania, diseñada por Alberto Durero — anagrama frontal superior.

El águila bicéfala es un símbolo presente en la iconografía y heráldica de varias culturas indoeuropeas. En Europa, procede del águila bicéfala hitita, llegando a la Edad Media occidental a través de Bizancio.
La dinastía bizantina Paleólogo, que reinó en Constantinopla entre los siglos XIII y XV, tenía por lema familiar: «Basileus Basileon, Basileuon Basileuonton» («Rey de reyes, que reina sobre los que reinan») y utilizaba un escudo de armas al modo occidental: lucía un águila bicéfala exployada (es decir, con alas extendidas) en sable (negro heráldico) sobre campo de oro. Se le atribuía un sentido de superioridad y de integración de las dos herencias de Oriente y de Occidente, como sucesores del Imperio romano. También simbolizaba la existencia de dos Romas, la Vieja (la Urbs) y la Nueva, a saber Constantinopla, que se unirían para siempre.

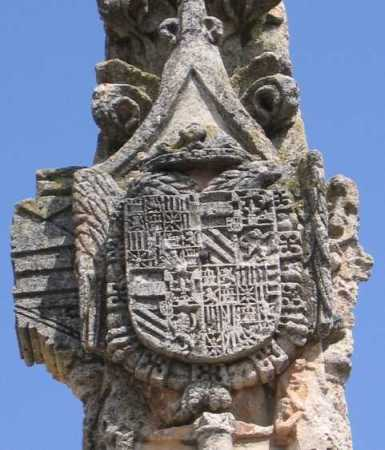
Representación pétrea del águila imperial en el rollo de Presencio (Burgos).

En el siglo XVI d. C., el águila bicéfala era la marca heráldica más potente hasta ese momento, pues simbolizaba la unión de la dignidad imperial del Sacro Imperio Romano Germánico (el imperio de los Habsburgos) con la Monarquía española. El águila bicéfala será el emblema de los Habsburgos en Madrid y en Viena. En Madrid, el último Habsburgo fue el Rey Carlos II, que murió el 1 de noviembre de 1700. En Viena, siguió el águila imperial vigente hasta el tratado de Saint Germain (1919), en que se instaura la República austriaca y finiquita la monarquía austro-húngara; el último emperador, Carlos I de Austria y IV de Hungría, renuncia a la jefatura del Estado, pero continúa como jefe de su dinastía.
La imagen del águila bicéfala apareció en Rusia en el siglo XV d. C.. Una sobrina del último emperador bizantino Constantino XI Paleólogo, llamada Sofía Paleólogo, se casó con el zar ruso Iván III. Aquel matrimonio real otorgó a Iván III el derecho de usar junto con el antiguo escudo propio, que era un jinete, la imagen del águila bicéfala, que era el escudo representativo de la dinastía de los Paleólogo. El escudo de los zares sufrió varias transformaciones y adiciones hasta que en 1917, la revolución sustituyó el escudo imperial por la hoz y el martillo, que persistió hasta 1992. En agosto de ese año el águila bicéfala renació para ser el escudo de la Federación Rusa, junto con la bandera también de origen zarista: blanca, roja y azul.
El águila bicéfala está presente en el antiguo escudo de Armenia, por derivación del emblema ruso, y en el actual escudo de Armenia, en la esquina alta derecha, como el símbolo de la dinastía Artáxida; igualmente es el emblema del reino serbio desde la Edad Media, por influencia del símbolo bizantino, y también en Montenegro y Albania. No debe confundirse con el Águila de San Juan.
El águila bicéfala es asimismo el emblema del Grado 33º del Rito Escocés Antiguo y Aceptado en la Francmasonería. El simbolismo del águila bicéfala indica que una de sus cabezas mira hacia lo infinito del pasado, y la otra hacia lo infinito del futuro, mostrando con ello que el presente es apenas una fina línea de contacto entre dos eternidades. El águila de dos cabezas simboliza para la orden la sabiduría; una de las cabezas representa al progreso, la otra al orden.

## Escudos

Escudo del Imperio bizantino (dinastía Paleólogo)
Escudo del Sacro Imperio Romano Germánico (sin los blasones dinásticos de cada emperador)
Escudo del Imperio austrohúngaro (versión de 1867)
Escudo del Estado Federal de Austria (1934-1938)
Escudo pequeño del Imperio ruso
Escudo de Rusia
Escudo menor de Serbia
Escudo de Montenegro
Escudo de Albania
Escudo de Armenia
Escudo de Arnhem, Países Bajos
Escudo de Bolsward, Países Bajos
Escudo de Groninga, Países Bajos
Escudo de Nimega, Países Bajos
Escudo de Duisburgo, Alemania
Escudo de Essen, Alemania
Escudo de Lübeck, Alemania
Escudo de Neuss, Alemania
Escudo de Perth, Escocia
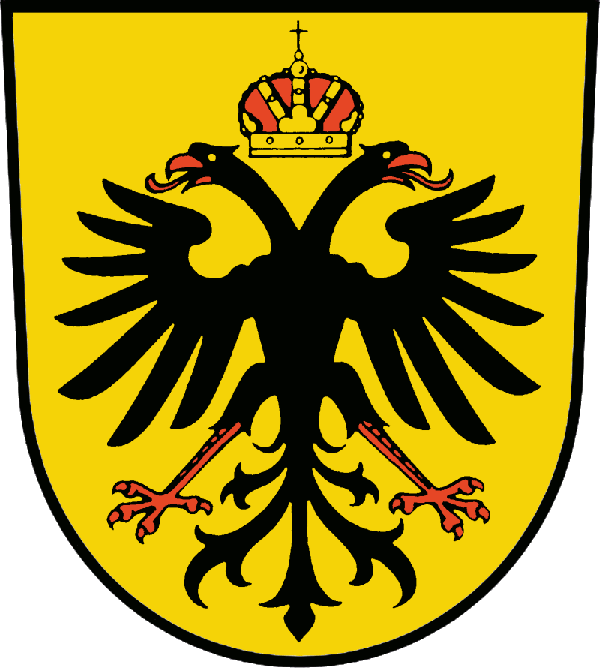
Escudo de Ruhland, Alemania
Escudo de Baños de Ebro, España
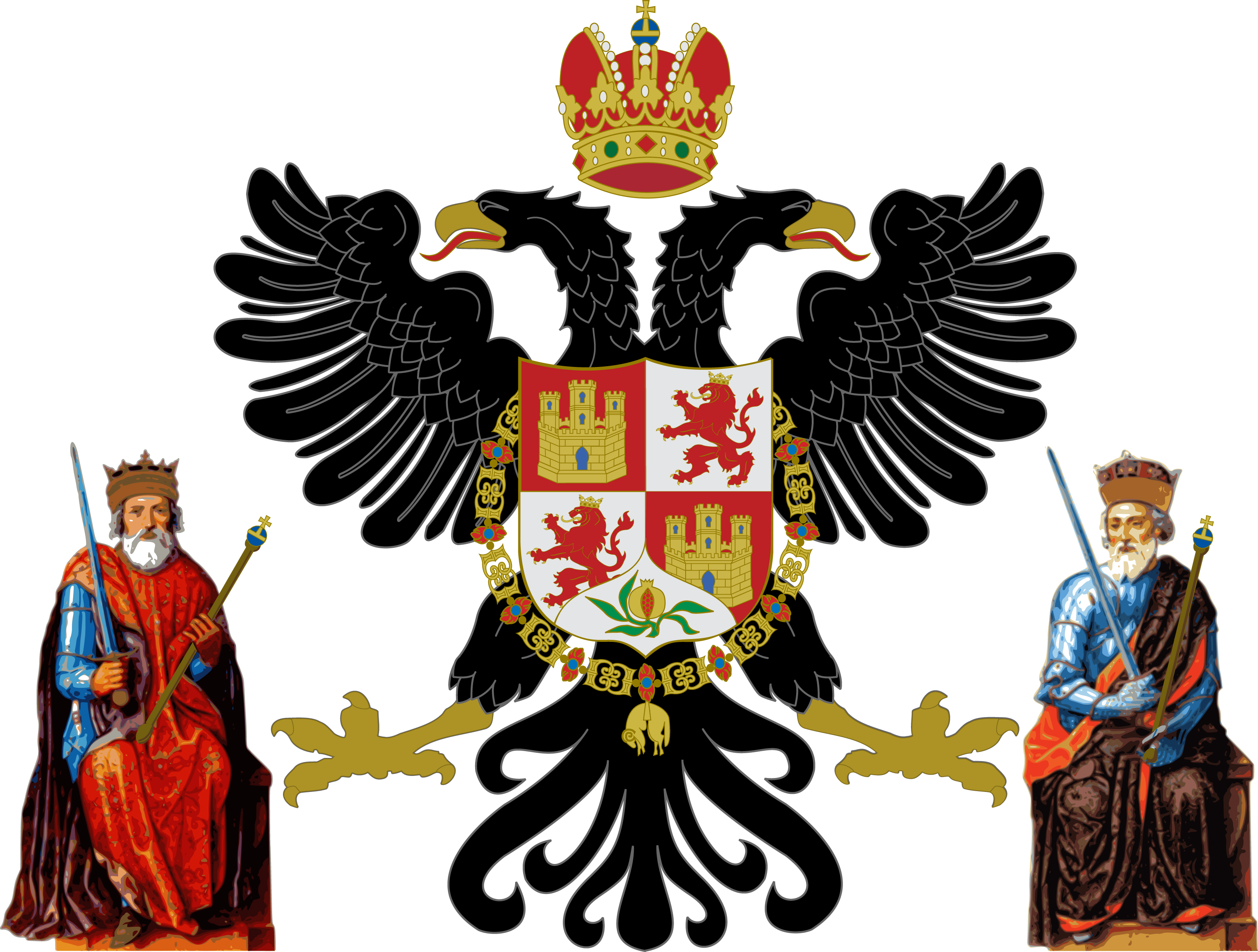
Escudo de Toledo, España
Escudo de Tunja, Colombia
Escudo de Pallars, España
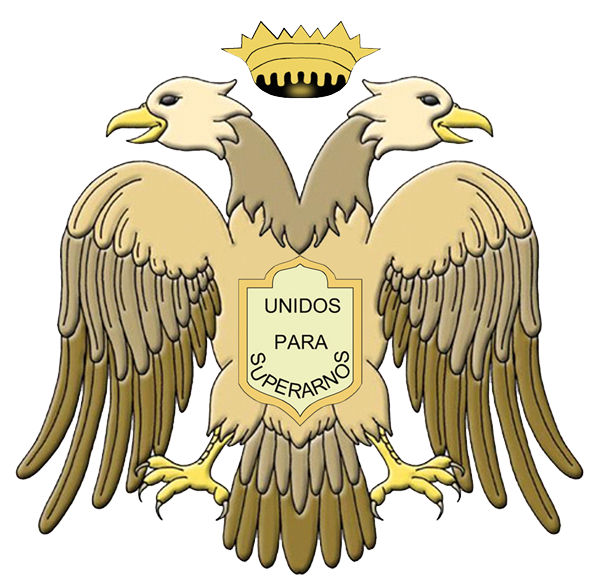
Escudo de Salamá, Guatemala
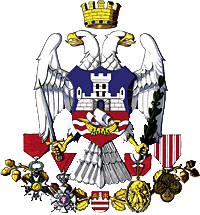
Escudo de Belgrado, Serbia
Escudo de Lago Ranco, Chile
Escudo de Nueva Imperial, Chile
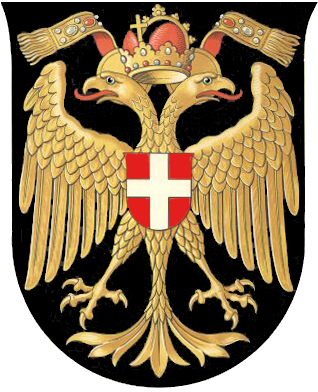
Antiguo escudo de Viena (1461-1925 y 1934-1938)
Escudo del Reino de Mysore, India
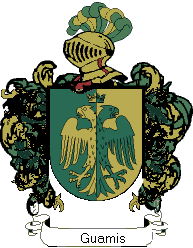
Escudo de la Casa de Guamis, España
Escudo de Altea, España
Escudo del Tercio de la Armada (Armada de España)
Escudo del Parque y Centro de Mantenimiento de Material de Ingenieros (Ejército de Tierra de España)
Águila Quaternion
Escudo actual del Departamento de Casanare, Colombia.
Escudo de la Villa Imperial de Potosí, Departamento de Potosí, Bolivia.
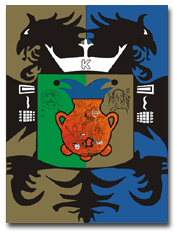
Escudo de Atotonilco el Alto, Jalisco, México.